# Éculleville
Éculleville és un municipi francès situat al departament de la Manche i a la regió de Normandia. L'any 2007 tenia 47 habitants.

## Demografia

### Població
El 2007 la població de fet d'Éculleville era de 47 persones. Hi havia 17 famílies de les quals 4 eren unipersonals (4 dones vivint soles i 4 dones vivint soles), 4 parelles sense fills i 9 parelles amb fills.
La població ha evolucionat segons el següent gràfic:
Habitants censats

### Habitatges
El 2007 hi havia 40 habitatges, 20 eren l'habitatge principal de la família, 18 eren segones residències i 2 estaven desocupats. 38 eren cases i 2 eren apartaments. Dels 20 habitatges principals, 9 estaven ocupats pels seus propietaris, 10 estaven llogats i ocupats pels llogaters i 1 estava cedit a títol gratuït; 1 tenia una cambra, 1 en tenia dues, 4 en tenien tres, 6 en tenien quatre i 8 en tenien cinc o més. 15 habitatges disposaven pel capbaix d'una plaça de pàrquing. A 8 habitatges hi havia un automòbil i a 10 n'hi havia dos o més.

### Piràmide de població
La piràmide de població per edats i sexe el 2009 era:
| Homes | Edats   | Dones |
| ----- | ------- | ----- |
| 0     | 95 o +  | 0     |
| 0     | 90 a 94 | 0     |
| 0     | 85 a 89 | 0     |
| 0     | 80 a 84 | 0     |
| 0     | 75 a 79 | 0     |
| 0     | 70 a 74 | 0     |
| 0     | 65 a 69 | 0     |
| 4     | 60 a 64 | 0     |
| 0     | 55 a 59 | 0     |
| 8     | 50 a 54 | 8     |
| 0     | 45 a 49 | 0     |
| 4     | 40 a 44 | 0     |
| 0     | 35 a 39 | 4     |
| 4     | 30 a 34 | 4     |
| 0     | 25 a 29 | 0     |
| 0     | 20 a 24 | 0     |
| 0     | 15 a 19 | 0     |
| 0     | 10 a 14 | 4     |
| 0     | 5 a 9   | 0     |
| 8     | 0 a 4   | 0     |

## Economia
El 2007 la població en edat de treballar era de 30 persones, 25 eren actives i 5 eren inactives. De les 25 persones actives 23 estaven ocupades (12 homes i 11 dones) i 2 estaven aturades (2 dones i 2 dones). De les 5 persones inactives 3 estaven jubilades i 2 estaven estudiant.
Activitats econòmiques
Dels 2 establiments que hi havia el 2007, 1 era d'una empresa de construcció i 1 d'una empresa immobiliària.
L'únic servei als particulars que hi havia el 2009 era un paleta.
L'any 2000 a Éculleville hi havia 4 explotacions agrícoles que ocupaven un total de 172 hectàrees.

## Poblacions més properes
El següent diagrama mostra les poblacions més properes.